# Dianthus cinnamomeus
Dianthus cinnamomeus ist eine Pflanzenart aus der Gattung Dianthus innerhalb der Familie der Nelkengewächse (Caryophyllaceae).

## Beschreibung

### Vegetative Merkmale
Dianthus cinnamomeus ist ein ausdauernder Halbstrauch, der Wuchshöhen von 15 bis 30 Zentimetern erreicht. Der Stängel ist kurz flaumig behaart.

### Generative Merkmale
Die Blütezeit liegt im Juni. Die Blüte ist radiärsymmetrisch mit doppelter Blütenhülle. Die Außenkelchblätter sind verkehrt-eiförmig mit bespitztem bis geschwänztem oberen Ende. Der Kelch misst etwa 18 Millimeter. Die Kronblätter sind kahl. Die Platten der Kronblätter sind auf ihrer Oberseite creme-, auf ihrer Unterseite zimtfarben und messen jeweils etwa 3 Millimeter.

## Standorte
Sie gedeiht auf Kalkfelsen und Schutt.

## Systematik und Verbreitung
Die Erstbeschreibung von Dianthus cinnamomeus erfolgte 1809 durch James Edward Smith in Sibthorp und Smith: Florae Graecae Prodromus, Band 1, Teil 2, Seite 287.
Dianthus cinnamomeus kommt auf griechischen Inseln, auf Kreta und im europäischen und im asiatischen Teil der Türkei vor.
Je nach Autor gibt es etwa zwei Unterarten:
- Dianthus cinnamomeus Sm. subsp. cinnamomeus: Sie kommt im asiatischen Teil der Türkei, in Zypern und auf Kreta sowie benachbarten Inseln vor.[2] Die Chromosomenzahl beträgt 2n = 30 mit diploiden Chromosomensatz.[3]
- Dianthus cinnamomeus subsp. naxensis Runemark: Die Erstbeschreibung erfolgte 1997. Dieser Endemit kommt nur auf den griechischen Kykladen vor,[1] vielleicht nur im nördlichen Teil der Insel Naxos. Es liegt Tetraploidie mit einer Chromosomenzahl von 2n = 60.[3]